# Эппет-Белькей
Эппет-Белькей — песчаный необитаемый остров в группе островов Огоннёр-Белькёйдере в заливе Огоннёр-Кубата, образуемый рукавами дельты реки Оленёк. С севера — залив Оленёкский. С юга — протока Улахан-Уэс из дельты реки.
Соседние острова: с запада — Оччугуй-Эппет-Арыта, с юга — Огоннёр-Арыта, к северо-востоку Швед-Маяктах-Арыта.
Административно входит в Анабарский национальный район Республики Саха.

## Топографические карты
- Лист карты S-50-XXIX,XXX Усть-Оленёк. Масштаб: 1 : 200 000. Издание 1987 г.